# Swissôtel The Stamford
1°17′36.4″N 103°51′12.3″Ø / 1.293444°N 103.853417°Ø
Swissôtel The Stamford (kinesisk: 史丹福瑞士酒店), er et luksushotel i Singapore som hører under hotelkæden Swissôtel Hotels & Resorts. Hotellet er designet af arkitekt I.M. Pei. Bygningen er 226 meter høj, og er en af Sydøstasiens højeste hoteller. Det ligger centralt i byen og er en del af komplekset Raffles.Hotellet har 16 restauranter.
- Lobbyen
- Interiør i en restaurant
- Equinox
- Indgangen